# Mauries
Mauries település Franciaországban, Landes megyében. Lakosainak száma 85 fő (2022. január 1.). Mauries Clèdes, Geaune, Miramont-Sensacq és Sorbets községekkel határos.

## Népesség
A település népességének változása:
| Lakosok száma | 77   | 61   | 58   | 82   | 95   | 93   | 90   | 86   | 85   | 85   |
|               | 1968 | 1982 | 1990 | 2006 | 2013 | 2015 | 2017 | 2019 | 2020 | 2022 |